# Priscila Fantin
Priscila Fantin de Freitas (18 de febrero de 1983) es una actriz y presentadora de televisión brasileña.

## Biografía
Comenzó su carrera como modelo en campañas publicitarias fotográficas en Belo Horizonte, donde su familia se trasladó cuando todavía era una niña. Su primer trabajo fue un comercial para las Lojas Mesbla, a los cinco años de edad. A los quince años, fue invitada a una audición de vídeo para Rede Globo, el cual quedó archivado.
Meses más tarde, en 1999, el director Richard Waddington buscaba adolescentes en varios estados de Brasil para la nueva generación de la serie Malhação que estrenaría una nueva temporada. Waddigton descubrió gracias al video que ella hizo y la invitó para interpretar a Tati, la nueva protagonista de la serie. En ese momento Priscilla estaba en Montana (Estados Unidos), haciendo un intercambio, fue su madre quien le dio la noticia. Después de dos semanas, decidió aceptar la invitación, y tuvo que regresar a toda prisa para conseguir el papel. A pesar de que las grabaciones comenzarían la próxima semana, aceptó el reto, y un año y medio más tarde, la primera temporada de la nueva generación de Malhação terminó con éxito y el personaje de "Tati" se despidió de la trama con popularidad entre el público adolescente.
Poco después llegó el personaje de Joan en As Filhas da Mãe, una luchadora de lucha libre, hija del personaje Rosalva (Regina Casé). Este personaje fue hasta hoy el único papel de reparto de su carrera. Su lema para entrar en el ring era "Dominó negro".
En 2002 debutó en el prime time como la italiana María, protagonista de Esperança, novela de Benedito Ruy Barbosa en colaboración con Walcyr Carrasco. La novela fue su primer protagónico con Walcyr (los demás fueron Chocolate con pimienta, Alma Gêmea y Siete pecados). En 2003 hizo su primer papel de villana en novelas, como la ambiciosa e inteligente "Olga" de Chocolate con pimienta.
Haciendo una pausa sus participaciones en novelas para presentar el programa Oi Mundo Afora de la canal de cable GNT, donde visitaba países y hacía entrevistas a la misma población.
Al año siguiente, en 2005, participó en el elenco principal de la miniserie Mad María, donde interpretó a Lois, una pobre muchacha que acepta convertirse en la amante de un ministro de la República (interpretado por Antonio Fagundes).
En el mismo año, protagonizó Alma Gêmea, donde encarnó a Serena, hija de una india con un hombre blanco y reencarnación de Luna (Liliana Castro). Este personaje fue muy importante para su carrera, pues la trama tuvo picos de audiencia y rompió todos los récords, convirtiéndose la novela con el más alto promedio según Ibope en su horario.
En 2006, hizo su debut en el cine con la película Orquestra dos Meninos, donde interpretó a Creuza, que le valió una nominación a la Mejor Actriz de Reparto en el Premio Contigo Cinema.
En 2007 protagonizó Siete pecados, donde dio vida a Beatrice, una mujer rica, mimada y voluntariosa. En 2008 fue elegida para representar la imagen del concurso de diseño de joyas  AngloGold Ashanti AuDITIONS Brasil, tanto en Brasil como en el extranjero.

## Filmografía
| Televisión  | Televisión                          | Televisión                    | Televisión                           |
| Año         | Título                              | Personaje                     | Nota                                 |
| ----------- | ----------------------------------- | ----------------------------- | ------------------------------------ |
| 1999 - 2000 | Malhação                            | Tatiana Almeida Chaves (Tati) | Protagonista                         |
| 2001 - 2002 | As Filhas da Mãe                    | Joana Rocha                   | Actriz de reparto                    |
| 2002 - 2003 | Esperança                           | María                         | Protagonista                         |
| 2003        | Sítio do Picapau Amarelo            | Bela                          | Participación especial               |
| 2003 - 2004 | Chocolate con pimienta              | Olga Gonçalves Lima           | Antagonista Principal                |
| 2004        | Oi Mundo Afora                      | Ella misma                    | Presentadora                         |
| 2004        | Celebridad                          | Ella misma                    | Participación especial               |
| 2005        | Mad Maria                           | Luisa                         | Co-antagonista                       |
| 2005 - 2006 | Alma gemela                         | Serena                        | Protagonista                         |
| 2007 - 2008 | Siete pecados                       | Beatriz Ferrara               | Protagonista antagónica              |
| 2008        | Casos e Acasos                      | Franciele                     | Participación especial               |
| 2010        | Tempos Modernos                     | Nara Nolasco                  | Antagonista Principal                |
| 2015        | Boogie Oogie                        | Solange                       | Participación especial (Antagonista) |
| 2016        | Êta Mundo Bom!                      | Diana                         | Antagonista                          |
| Cine        |                                     |                               |                                      |
| Año         | Título                              | Personaje                     | Nota                                 |
| 2006        | Cars                                | Porsche Sally                 | Doblaje en portugués                 |
| 2007        | Orquestra dos Meninos               | Creuza                        | Protagonista                         |
| 2010        | Alicia en el país de las maravillas | Reina Blanca                  | Doblaje en portugués                 |
| Teatro      |                                     |                               |                                      |
| Año         | Título                              | Personaje                     | Nota                                 |
| 2008        | Vergonha dos Pés                    | Ana                           | Protagonista                         |
| 2010        | A Marca do Zorro                    | Esperanza                     | Protagonista                         |
| 2012        | A Entrevista                        | Mariah                        | Protagonista                         |